# Bertaut-Riff
Das Bertaut-Riff ist ein fast vollständig überflutetes Korallenriff im westlichen Indischen Ozean. Es zählt geographisch zur Inselkette der Amiranten und politisch zu den Seychellen.
Bertaut liegt 22,5 Kilometer südwestlich des Saint-Joseph-Atolls und 14,5 Kilometer nordwestlich des Poivre-Atolls. Desroche liegt 50 Kilometer östlich. Von Mahé, der Hauptinsel der Seychellen, ist das Riff etwa 260 km entfernt.

Das Riffgebiet erstreckt sich über 8,4 km in Richtung Nordwest-Südost. Im südöstlichen Bereich ist es bis zu 3,4 km breit, im nordwestlichen etwa 2,7 km. Die Fläche beträgt über 20 km². Nur im Süden bzw. Südosten wird das Riffgebiet auf einer Länge von knapp 2 km von einer seichten Riffkante begrenzt, auf der die Wellen brechen. Das Riff fällt steil zum Grund der Amirantenbank ab.
200 bis 300 Meter innerhalb dieser Riffkante befindet sich die knapp 2000 m² große, vegetationslose Insel Sand Cay, die einzige Insel des Riffs.